# 30 جمادى الأولى
- السبت
- الأحد
- الاثنين
- الثلاثاء
- الأربعاء
- الخميس
- الجمعة

- 302 نوفمبر 2024
- 13 نوفمبر 2024
- 24 نوفمبر 2024
- 35 نوفمبر 2024
- 46 نوفمبر 2024
- 57 نوفمبر 2024
- 68 نوفمبر 2024
- 79 نوفمبر 2024
- 810 نوفمبر 2024
- 911 نوفمبر 2024
- 1012 نوفمبر 2024
- 1113 نوفمبر 2024
- 1214 نوفمبر 2024
- 1315 نوفمبر 2024
- 1416 نوفمبر 2024
- 1517 نوفمبر 2024
- 1618 نوفمبر 2024
- 1719 نوفمبر 2024
- 1820 نوفمبر 2024
- 1921 نوفمبر 2024
- 2022 نوفمبر 2024
- 2123 نوفمبر 2024
- 2224 نوفمبر 2024
- 2325 نوفمبر 2024
- 2426 نوفمبر 2024
- 2527 نوفمبر 2024
- 2628 نوفمبر 2024
- 2729 نوفمبر 2024
- 2830 نوفمبر 2024
- 291 ديسمبر 2024
- 12 ديسمبر 2024
- 23 ديسمبر 2024
- 34 ديسمبر 2024
- 45 ديسمبر 2024
- 56 ديسمبر 2024

30 جُمادى الأولى أو 30 جُمادی‌ الاَوَّل أو يوم 30 \ 5 (اليوم الثلاثون من الشهر الخامس) هو اليوم الثامن والأربعون بعد المائة (148) من أيَّام السنة (أو التاسع والأربعون بعد المائة لو كان شهر ربيع الآخر مُتممًا لليوم الثلاثين أو الخمسون بعد المائة لو أتم كلاً من صفر وربيع الآخر ثلاثين يوماً) وفق التقويم الهجري القمري (العربي). يبقى بعده 206 أو 207 يومًا لانتهاء السنة.

## أحداث
- 986 هـ - العثمانيون ينتصرون في معركة وادي المخازن أو معركة «الملوك الثلاثة» على الأسطول البرتغالي والإسباني الذي كان يهدف للسيطرة على سواحل فاس على المحيط الأطلسي، وكان الأسطول مكونًا من 80 ألف جندي إسباني وبرتغالي وإيطالي وفرنسي، و360 مدفعًا. وخسر الإسبان في هذه المعركة 20 ألف قتيل و40 ألف أسير، وكان كبار رجال الدولة في البرتغال من القتلى.
- 1084 هـ - الدول الأوروبية تعلن الحرب على الدولة العثمانية بدعم من البابوية التي أطلقت على هذه الحملة «الحملة الصليبية الرابعة عشر» وذلك بهدف إخراج المسلمين من أوروبا إلى آسيا، وعرفت هذه السنوات في التاريخ العثماني بسنوات المصيبة.
- 1125 هـ - الدولة العثمانية توقع معاهدة أدرنة مع الإمبراطورية الروسية، وتم من خلالها استعادة قلعة آزاك روستوف الحصينة إلى الدولة العثمانية، وانسحب الروس من بولونيا، وبذلك حافظ العثمانيون على البحر الأسود كبحيرة عثمانية مدة ستين عامًا أخرى.
- 1271 هـ - القائد العثماني «عمر باشا» يهزم الجيش الروسي في «معركة جوزلوفا» في شبه جزيرة القرم.
- 1327 هـ - الثوار الإيرانيون يدخلون العاصمة طهران، ويخلعون الشاه "محمد علي القاجاري"، وينصبون مكانه ابنه الأصغر "أحمد"، ويعيدون العمل بالدستور.
- 1331 هـ - بداية جلاء قوات الدولة العثمانية من الأحساء، ودخول مدينة الهفوف تحت حكم ملك السعودية عبد العزيز آل سعود.
- 1344 هـ - صدور حكم دولي يعتبر بملكية العراق لمدينة الموصل التي كانت محلاًّ للخلاف بين تركيا والعراق؛ حيث كانت تطالب تركيا بأحقيتها في تلك المدينة الغنية بالنفط.
- 1367 هـ -
  - نشوب أول معركة في حرب فلسطين بين متطوعي الإخوان المسلمين بقيادة الشيخ محمد فرغلي والعصابات الصهيونية حول مستعمرة كفار داروم جنوب دير البلح.
  - وقوع مذبحة دير ياسين على يد منظمتي الإرجون وشتيرن الصهيونيتين، وسقط بالمذبحة 360 قتيل.
- 1382 هـ - الجزائر تسترجع سيادتها على التلفزيون الوطني.
- 1430 هـ - النادي الأهلي المصري يفوز بالدوري المصري بعد فوزه على نادي الإسماعيلي بمباراة فاصلة بين الفريقين أجريت على ستاد المكس في الإسكندرية.
- 1436 هـ -
  - كسوف كلي للشمس في شمال أوروبا وجزئي في بعض الدول العربية.
  - مقتل أكثر من 140 شخصًا وجرح المئات في تفجيرات انتحارية في مسجدين بصنعاء تبنَّاها تنظيم داعش.
- 1437 هـ - وقوع كسوف كامل للشمس في إندونيسيا وإقليم شمال المحيط الهادئ.

## مواليد
- 1291 هـ - عباس حلمي الثاني، خديوي مصر.
- 1307 هـ - حسن البارودي، ممثل مصري.
- 1342 هـ - حمدي غيث، ممثل مصري.
- 1343 هـ - إيلي كوهين، جاسوس إسرائيلي.
- 1351 هـ - شريفة ماهر، ممثلة ومغنية مصرية.
- 1358 هـ - علي خامنئي، المرشد الأعلى في إيران ومرجع ديني شيعي.
- 1362 هـ - عبد العزيز مخيون، ممثل مصري.
- 1374 هـ - صباح الجزائري، ممثلة سورية.
- 1391 هـ - أحمد عز، ممثل مصري.
- 1392 هـ - فهد توفيق الهندال، كاتب وناقد كويتي.
- 1397 هـ - رنا أبو غالي، ممثلة أردنية.
- 1403 هـ - ريماس منصور، ممثلة سعودية.
- 1407 هـ - أردا توران، لاعب كرة قدم تركي.
- 1413 هـ - نيفين ماضي، ممثلة سورية تعيش في الإمارات العربية المتحدة.

## وفيات
- 306 هـ - محمد بن عثمان العمري، السفیر الثاني وابن السفير الأول للإمام الثاني عشر للشيعة الإمامية.
- 606 هـ - الأسعد بن مماتي، شاعر وكاتب وناظر الدواوين المصرية في عهد الدولة الأيوبية.
- 1393 هـ - ليلى حمدي، ممثلة مصرية.
- 1411 هـ - إسحاق موسى الحسيني، أديب فلسطيني.

## وصلات خارجية
- موقع قصة الإسلام: حدث في شهر جُمادى الأولى.